# Youssef Ezzejjari
 Youssef Ezzejjari Lhasnaoui  (Santa Coloma de Gramanet, Barcelona, 10 de mayo de 1993), más conocido como Youssef Ezzejjari, es un futbolista español de origen marroquí que juega como delantero. Actualmente forma parte del Madura United FC de la Liga 1 de Indonesia.

## Trayectoria deportiva
Formado en el fútbol base catalán, Youssef Ezzejjari pasó por las canteras de clubes como CF Badalona, UE Cornellà y en última instancia AEC Manlleu de División de Honor Juvenil de España. Sería con AEC Manlleu donde el delantero debutó en categoría nacional senior en Tercera División de España en la temporada 2011/2012.
El siguiente curso fichó por el UE Vilassar de Mar de Tercera División de España para en verano de 2014 viajar hasta Inglaterra para formar parte del combinado Nike Football Academy, donde más tarde estuvo a prueba para formar parte del Deportivo Alavés B de Tercera División de España, además del CD Constancia de Segunda División B de España.
Después de eso el jugador recaló en las filas del Terrassa Futbol Club de Tercera División de España siendo su estela final en la EE Guineueta para en la temporada 19/20 fichar por la SD Oyonesa de Tercera División de España donde se convirtió además en el máximo goleador del grupo XVI con dieceseis tantos al término de la campaña.
En verano de 2020 Youssef fichó por el CE Carroi de la Primera División de Andorra para la temporada 2020/2021 donde acabó como máximo goleador del fútbol andorrano con 19 goles siendo elegido además como delantero referencia en la primera vuelta del campeonato e incluido en el equipo ideal de la temporada en la categoría élite del fútbol andorrano por la prensa deportiva del país.
Habiendo finalizado contrato con el CE Carroi de Primera División de Andorra, el 21 de junio de 2021, Youssef Ezzejjari es anunciado de forma oficial como nuevo fichaje del Persik Kediri de la Liga 1 de Indonesia, máxima categoría del fútbol indonesio, como refuerzo en ataque del equipo indonesio de cara a la campaña 2021/2022. Esa temporada se convierte en el futbolista español con más goles anotados, 26 en total, en una liga extranjera en el año 2021, además de uno de los máximos goleadores en la categoría élite del fútbol indonesio con 19 tantos.
A inicios de junio de 2022 el delantero catalán continúa su carrera en Indonesia, ese nuevo curso lo hace firmando por el Bhayangkara FC de la Liga 1 de Indonesia, debutando con estos en encuentro oficial de Copa Piala Indonesia, el 13 de junio de 2022 y en donde disputó a lo largo de ese primer tramo de campaña un total de 12 encuentros de la competición liguera. En el mercado de invierno, en concreto el 7 de enero de 2023, se hizo oficial el fichaje del delantero por el Khon Kaen United FCpara competir hasta final de temporada en la Thai League 1.
En agosto de 2023, firma por el Negeri Sembilan FA de Malasia.
El 8 de diciembre de 2023, firma por el Visakha FC de la Liga Premier de Camboya, durante su estancia disputó once encuentros oficiales y anotó un total de 10 goles.
El 20 de julio de 2024 se anuncia de forma oficial su fichajepor el Barito Putera, siendo su regreso a la Liga 1 de Indonesia. En 7 de enero de 2025 fue anunciada su cesiónal Madura United FC de la misma competición hasta final de la temporada 2024/2025.

## Carrera deportiva

### Clubes
| Club                     | País       | Año               |
| ------------------------ | ---------- | ----------------- |
| AEC Manlleu              | España     | 2012 - 2013       |
| UE Vilassar de Mar       | España     | 2013 - 2014       |
| Nike Football Academy    | Inglaterra | 2014 - 2015       |
| Terrassa Futbol Club     | España     | 2015 - 2018       |
| E.E. Guineueta           | España     | 2018 - 2019       |
| SD Oyonesa               | España     | 2019 - 2020       |
| CE Carroi                | Andorra    | 2020 - 2021       |
| Persik Kediri            | Indonesia  | 2021 - 2022       |
| Bhayangkara FC           | Indonesia  | 2022 - 2023       |
| Khon Kaen United FC      | Tailandia  | 2023              |
| Negeri Sembilan FA       | Malasia    | 2023              |
| Visakha FC               | Camboya    | 2023 - 2024       |
| Barito Putera            | Indonesia  | 2024 - 2025       |
| Madura United FC(cedido) | Indonesia  | 2025 - Actualidad |